# 14e cérémonie des Vancouver Film Critics Circle Awards
La 14e cérémonie des Vancouver Film Critics Circle Awards (VFCC Awards), décernés par le Vancouver Film Critics Circle, a eu lieu le 7 janvier 2014, et a récompensé les films réalisés l'année précédente.

## Palmarès

### Productions internationales
- Meilleur film : Twelve Years a Slave
- Meilleur réalisateur : Alfonso Cuaron pour Gravity
- Meilleur acteur : Oscar Isaac pour le rôle de Llewyn Davis dans Inside Llewyn Davis
- Meilleure actrice : Cate Blanchett pour le rôle de Jasmine dans Blue Jasmine
- Meilleur acteur dans un second rôle : Jared Leto pour le rôle de Rayon dans Dallas Buyers Club
- Meilleure actrice dans un second rôle : Jennifer Lawrence pour le rôle de Rosalyn Rosenfeld dans American Bluff (American Hustle)
- Meilleur scénario : Inside Llewyn Davis – Joel et Ethan Coen
- Meilleur film en langue étrangère : La Chasse (Jagten) •  Danemark
- Meilleur film documentaire : The Act of Killing (Jagal)

### Productions canadiennes
- Meilleur film canadien : The Dirties
- Meilleur film de Colombie-Britannique :  Down River
- Meilleur réalisateur de film canadien : Jeff Barnaby pour Rhymes for Young Ghouls
- Meilleur acteur dans un film canadien : Matt Johnson pour le rôle de Matt dans The Dirties
- Meilleure actrice dans un film canadien : Sophie Desmarais pour le rôle de Sarah dans Sarah préfère la course
- Meilleur acteur dans un second rôle dans un film canadien : Alexandre Landry pour le rôle de Martin dans Gabrielle
- Meilleure actrice dans un second rôle dans un film canadien : Lise Roy pour le rôle de la mère de Guillaume dans Tom à la ferme
- Meilleur film documentaire canadien : My Prairie Home (en)

### Récompenses spéciales
- Ian Caddell Award for Achievement : Al Sens
- Pour l'ensemble de sa carriêre : Corinne Lea
- Meilleur premier film d'un réalisateur canadien : The Dirties